# زایباتسو
زایباتسو (انگلیسی: Zaibatsu) یک اصطلاح ژاپنی است که به شرکت‌های خوشه‌ای صنعتی و مالی، در امپراتوری ژاپن اشاره دارد، که نفوذ و سیطره آنها، کنترل بخش‌های قابل توجهی از اقتصاد ژاپن را از دوره میجی تا پایان جنگ جهانی دوم، در اختیار داشت. در هنگام جنگ جهانی دوم چهار زایباتسوی بزرگ ژاپن عبارت بودند از: گروه سومیتومو، یاسودا زایباتسو، میتسویی و میتسوبیشی 

## فهرست زایباتسوها
| چهار زایباتسوی بزرگ - میتسوبیشی (三菱財閥) - میتسویی (三井財閥) - گروه سومیتومو (住友財閥) - یاسودا زایباتسو (安田財閥) | ردیف دوم زایباتسو - Asano (浅野財閥) - Fujita (藤田財閥) - Furukawa (古河財閥) - شووا دنکو (森コンツェルン) - صنایع سنگین کاوازاکی (川崎財閥) - شرکت هواپیمای ناکاجیما (中島飛行機) - چیسو (日窒コンツェルン) - گروه نیسان (日産コンツェルン) - نیپون سودا (日曹コンツェルン) - نامورا هولدینگز (野村財閥) - تایسی (大倉財閥) - Commercial division of Riken (理研コンツェルン) - شیبوساوا ایچی (渋沢財閥) | زایباتسوی ورشکسته - سوجیتز (鈴木商店) |